# 4945 Ikenozenni
A 4945 Ikenozenni (ideiglenes jelöléssel 1987 SJ) a Naprendszer kisbolygóövében található aszteroida. Szuzuki Kenzó és Urata Takesi fedezte fel 1987. szeptember 18-án.